# Trolleybus van Ulaanbaatar

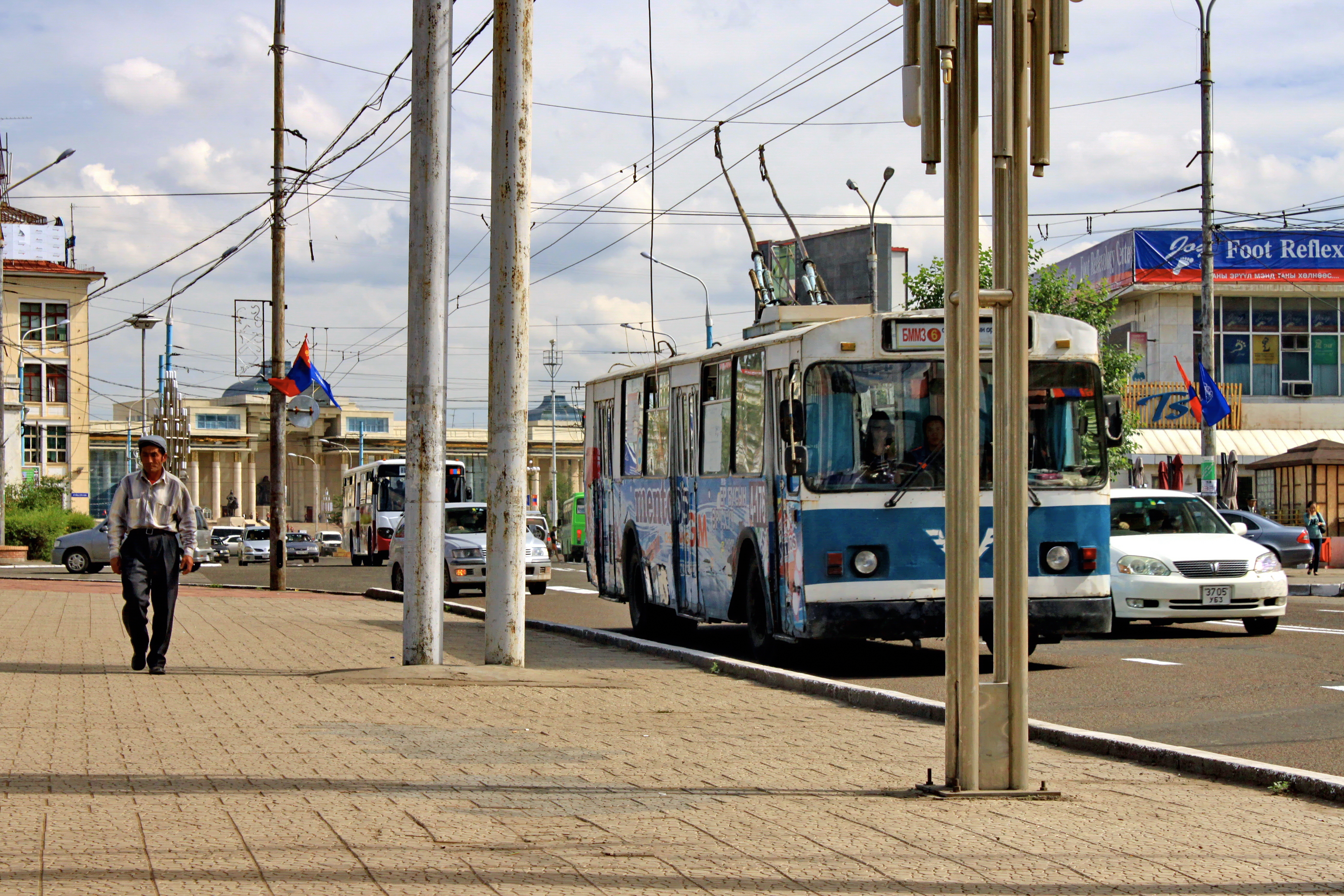
Een trolleybus in het centrum van Ulaanbaatar

De trolleybus van Ulaanbaatar is het enige trolleybusnet in Mongolië. Het trolleybusnet in de hoofdstad Ulaanbaatar werd op 29 oktober 1987 geopend en telde op zijn hoogtepunt acht lijnen. Thans zijn er daarvan nog drie in exploitatie: lijnen 2, 4 en 5.
- lijn 2, 5 Квартал - Ботанический Сад (botanische tuin)
- lijn 4, Вокзал (station) - Ботанический Сад
- lijn 5, 3 и 4 Микрорайоны - Дом Офицеров

Zij worden hoofdzakelijk bediend door circa 40 trolleybussen van het type SiU-9 die indertijd ingevoerd werden uit de Sovjet-Unie. Sinds 2007 worden ook modellen van Russische afkomst ingezet en verder werd in hetzelfde jaar ook een Hyundai-autobus tot trolleybus omgebouwd.
De trolleybussen worden in Ulaanbaatar omwille van hun kracht soms ook geitenkarren genoemd.